# 圣艾贝尔
圣艾贝尔（法語：Saint-Aybert，法語發音：[sɛ̃.t‿ebɛʁ]）是法国上法蘭西大區北部省的一个市镇，属于瓦朗谢讷区。

## 地理
圣艾贝尔（50°26'54"N, 3°39'15"E）面积4.19 平方千米，位于法国上法蘭西大區北部省，该省份为法国最北部的省份及最长的省份，西北濒北海，西接加来海峡省，南至埃纳省和索姆省，东与比利时接壤。
与圣艾贝尔接壤的市镇（或旧市镇、城区）包括：埃斯科河畔孔代、克雷潘、蒂旺塞勒。

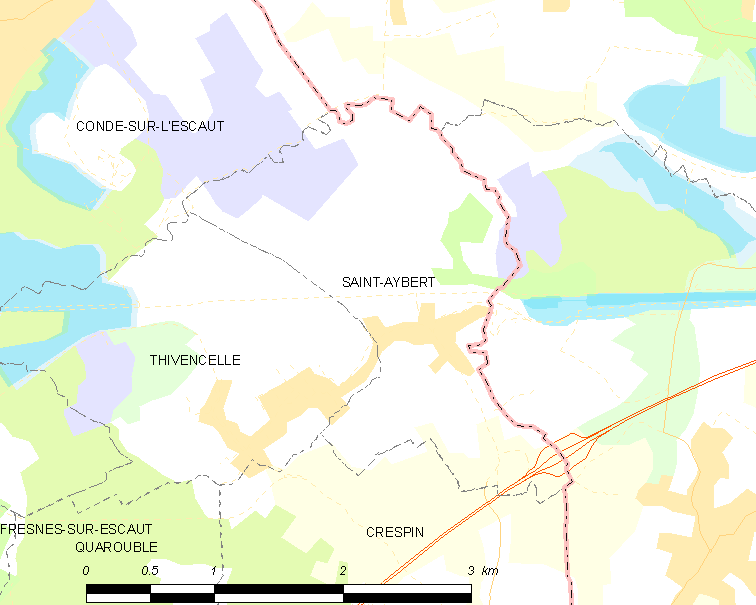
圣艾贝尔的OSM定位图

圣艾贝尔的时区为UTC+01:00、UTC+02:00（夏令时）。

## 行政
圣艾贝尔的邮政编码为59163，INSEE市镇编码为59530。

## 政治
圣艾贝尔所属的省级选区为马尔利县。

## 人口

1962-2008年间圣艾贝尔人口变化图示

圣艾贝尔于2022年1月1日时的人口数量为331人。